# Graniczna Góra
Góra Graniczna albo Graniczny Wierch (cz. Hraniční vrch) – szczyt graniczny o wysokości 536 m n.p.m. pomiędzy Polską a Czechami, w Górach Opawskich (cz. Zlatohorská vrchovina), w Sudetach Wschodnich, oddalony o około 2 km na północny wschód od Města Albrechtic. Około 200 metrów na południe od Granicznego Wierchu znajduje się szczyt Na Granicy (cz. Na hranici) o wysokości 541 m n.p.m..

## Charakterystyka
Nazwa góry pochodzi od granicy polsko-czeskiej, która biegnie przez połać szczytową. Na wielu mapach brak polskiej nazwy góry. Góra leży w południowo-wschodniej części Gór Opawskich, około 16,5 km w kierunku południowo-zachodnim od centrum miejscowości Głubczyce. Szczyt znajduje się po stronie czeskiej.
Góra ma kształt niewielkiego wału o kopulastym kształcie, z mało podkreślonym płaskim obszernym wierzchołkiem. Wznosi się w środkowej części Masywu Hranicznego Wierchu. Charakteryzuje się zróżnicowaną rzeźbą i ukształtowaniem oraz łagodnymi stokami o maksymalnym nachyleniu dochodzącym do 16°. Górę wyraźnie wydziela od południowego zachodu wykształcona górska dolina Opawicy (czes. Opavice). Na północno-wschodnim stoku ma swoje źródło Wielki Potok (czes. Hrozová), a na południowo-wschodnim potok Złota Opawica.
Góra zbudowana jest ze skał osadowych pochodzenia morskiego głównie z karbońskich mułowców i łupków ilastych, wśród których występują również karbońskie zlepieńce oraz szarogłazy z soczewami zlepieńców. Stoki góry pokrywa niewielka warstwa młodszych osadów z okresu zlodowaceń plejstoceńskich.
U południowo-zachodniego podnóża góry położona jest czeska miejscowość Město Albrechtice, a u południowego polska miejscowość Opawica. Góra Graniczna wznosi się w najbardziej zapomnianej i mało znanej części Gór Opawskich. Jest to mały kawałek Gór Opawskich wciśnięty pomiędzy granicę polsko-czeską a Płaskowyż Głubczycki. Położenie góry oraz kształt, z charakterystyczną wieżą widokową czynią ją rozpoznawalną w terenie.

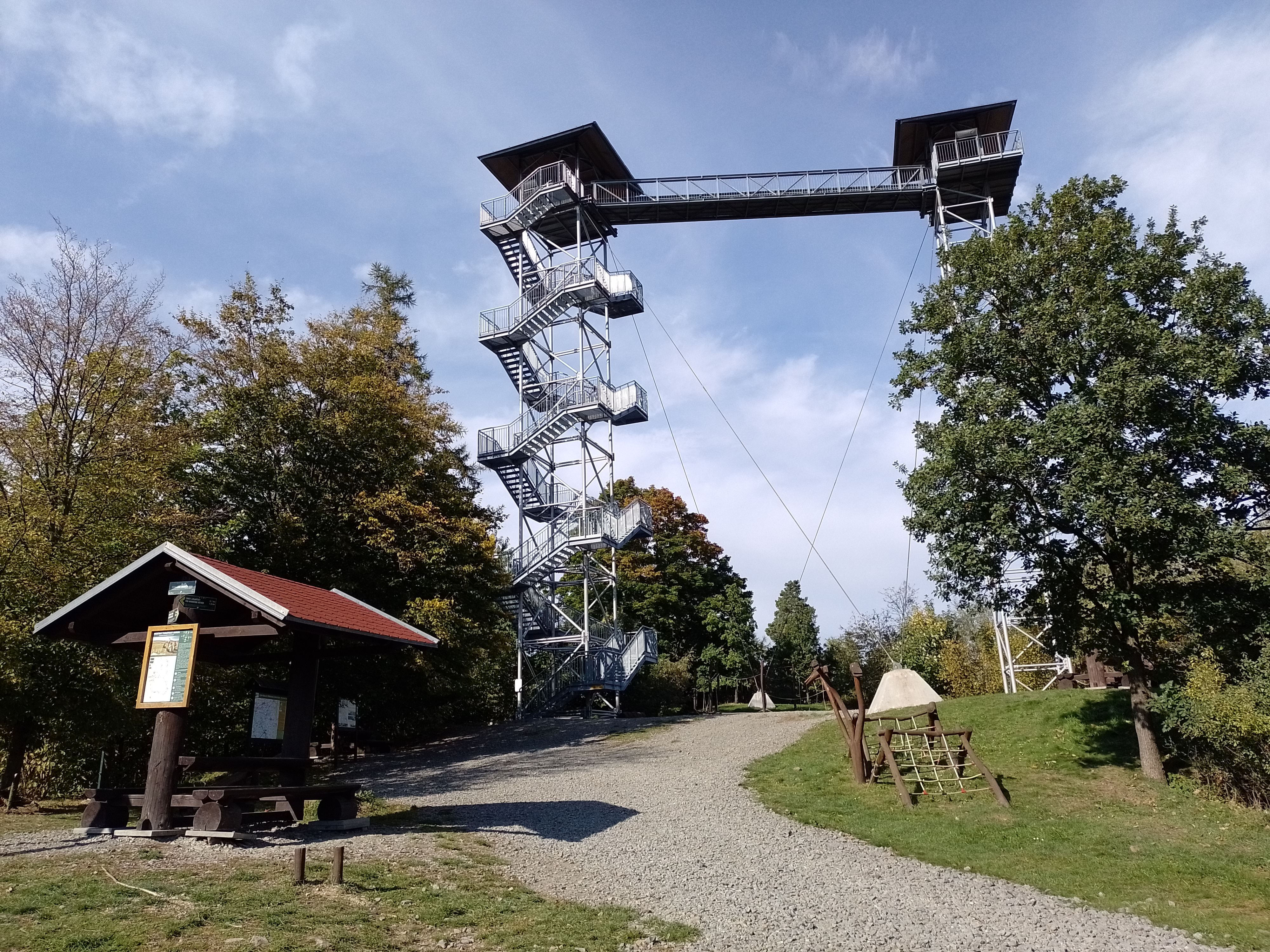
Metalowa wieża widokowa na pobliskim szczycie Hraniční vrch

Na sąsiednim szczycie Hraniční vrch, oddalonym o około 200 m na północ od szczytu Na Hranici, leżącym po stronie czeskiej, w 2011 zbudowano metalową wieżę widokową o unikatowej konstrukcji. Wieża składa się z dwóch wież telekomunikacyjnych, połączonych na wysokości 25 metrów kładką, które pierwotnie służyły do przekazywania sygnału telefonicznego drogą radiową. Z wieży widokowej na szczycie Hraniční vrch roztacza się panorama w kierunku Karniowa (czes. Krnov), Třemešny oraz na Masyw Hranicznego Wierchu, Město Albrechtice i polską część Gór Opawskich.
Ponadto u podnóża góry w odległości około 1100 m na południowy zachód od szczytu, blisko Města Albrechtic w kierunku Opawicy znajduje się staw o nazwie Celňák lub Celní rybník („Staw Celny“).

## Ochrona przyrody
Cała powierzchnia góry, łącznie z partią szczytową porośnięta jest lasem regla dolnego ze znaczną domieszką drzew liściastych. Północno-zachodnie stoki po czeskiej stronie, poniżej poziomu 470 m n.p.m. zajmują górskie łąki i pola uprawne. Południowo-wschodnia część góry od granicy państwowej przechodzącej przez połać szczytową położona jest na Obszarze Chronionego Krajobrazu Rejonu Mokre-Lewice.

## Turystyka
Na połać szczytową oraz wieżę widokową na sąsiednim szczycie Hraniční vrch prowadzi szlak turystyczny na trasie:
  Opawica – Město Albrechtice – góra Na Hranici – szczyt Hraniční vrch,
oraz u podnóża góry drogą przebiega szlak na trasie:
  Město Albrechtice – góra Pěnkavčí vrch – góra Obecní vrch – góra Kobyla – góra Panský vrch – Pomnik przyrody PP Liptaňský bludný balvan – Liptaň.
Drogą u podnóża góry przebiega również szlak rowerowy na trasie:
 (nr 6116) Město Albrechtice – Slezské Rudoltice.